# Заманти
Заманти (тур. Zamantı) — річка в Туреччині. Довжина річки становить 308 км. Басейн охоплює територію в 8700 км².
Річка бере свій початок у Центральній Анатолії. Впадає в річку Сейхан.
Найвища витрата води була зафіксована на рівні 970 м³. Середньорічний стік річки становить 65603 м³.